# Clanculus peccatus
Clanculus peccatus är en snäckart som först beskrevs av Harold John Finlay 1926.  Clanculus peccatus ingår i släktet Clanculus och familjen pärlemorsnäckor. Inga underarter finns listade i Catalogue of Life.